# Palmia praecedens
Palmia praecedens is een vlinder uit de familie wespvlinders (Sesiidae), onderfamilie Sesiinae.
Palmia praecedens is voor het eerst wetenschappelijk beschreven door Edwards in 1883. De soort komt voor in het Nearctisch gebied.